# Драгоје Миљатовић
Драгоје Миљатовић — Шварц (Међувође, код Босанске Дубице, 1908 — Мраковица, 5. децембар 1941), учесник Народноослободилачке борбе и народни херој Југославије. 

## Биографија
Рођен је 1908. године у Међувођу, код Козарске Дубице. Био је земљорадник, а као члан КПЈ функционише од почетка 1941. у НОБ ступио јула 1941. Погинуо је 5. децембра 1941. на Мраковици. За народног хероја проглашен 5. јула 1951.
Учествовао је у организовању устанка на Козари. Био је један од организатора народа у Кнежици и Козарској Дубици и у тим првим акцијама показао је велику храброст. Послије борбе код Подградаца о њему се говорило као о „великом кнешпољском јунаку“. Погинуо је у бици на Мраковици. Народ Козаре је о њему пјевао пјесме и називао га херојем чак и прије проглашења.
Указом Президијума Народне скупштине Федеративне Народне Републике Југославије, 5. јула 1951. године, проглашен је за народног хероја.

## Галерија
- Спомен чесма Драгоју Миљатовићу у Агинцима